# 173 Brygada Powietrznodesantowa (USA)
173 Brygada Powietrznodesantowa (ang. 173rd Airborne Brigade) – samodzielna brygada Armii Stanów Zjednoczonych, która stacjonuje we Włoszech, w okolicach miasta Vicenza. 
Po zakończeniu w 2013 roku reorganizacji armii amerykańskiej i radykalnej redukcji amerykańskich sił wojskowych w Europie brygada została jednym z trzech związków bojowych o sile brygady stacjonujących w Europie (obok stacjonujących w Niemczech: 2 pułku kawalerii w sile brygady z bazą w okolicach Vilseck i 12 Brygady Lotnictwa Bojowego z kwaterą główną w Bawarii).

## Historia
Po raz pierwszy utworzona 5 sierpnia 1917 roku jako 173. Brygada Piechoty, została zorganizowana 25 sierpnia w Camp Pike w stanie Arkansas i przydzielona obok 174 Brygady Piechoty z Camp Dix w New Jersey do nowoaktywowanej 87 Dywizji Piechoty z kwaterą w Camp Pike. Dywizja nie zdążyła wziąć udziału w walkach: przerzucona do Francji we wrześniu 1918 roku posłużyła (w tym 173. brygada) jako zasób siły roboczej i uzupełnień. Już w styczniu 1919 roku brygada wraz z całą dywizją została wycofana do Stanów Zjednoczonych i zdemobilizowana w Camp Dix w New Jersey.
24 czerwca 1921 roku odtworzona po raz pierwszy w sile kompanii Rezerwy Armii Stanów Zjednoczonych jako Headquarters and Headquarters Company, wciąż w ramach 87. dywizji, z dawną 174. brygadą włączoną jako 3. pluton.
Od 1942 jako jednostka zwiadowcza przeorganizowana w 87 oddział kawalerii (87th Cavalry Reconnaissance Troop) a od 1943 jako kompania rozpoznawcza (87th Reconnaissance Troop, Mechanized). 
W 1963 roku, poza 3. plutonem, wydzielona z 87 Dywizji jako samodzielna 173 Brygada Powietrznodesantowa i przeniesiona na Okinawę, wzięła udział w wojnie wietnamskiej. Ostatni raz aktywowana w 2000 roku we Włoszech.